# Aníbal Torres
Aníbal Torres Vásquez (Chota, 28 de diciembre de 1942) es un abogado, jurista, escritor, profesor universitario y político peruano. Fue presidente del Consejo de Ministros del Perú, desde el 8 de febrero hasta el 24 de noviembre de 2022. Fue también ministro de Justicia y Derechos Humanos, desde julio de 2021 hasta febrero de 2022, durante el gobierno de Pedro Castillo.

## Biografía
Nació en Chota, Cajamarca. Fue un abogado y docente universitario en la Universidad Nacional Mayor de San Marcos. Se graduó de abogado en 1970 y como doctor, en Derecho y Ciencia Política, por la misma universidad en 1987. Realizó estudios en Derecho Civil y Comercial en la Universidad de Roma La Sapienza, de 1970 a 1971. 

### Trayectoria laboral
Fue consejero y decano del Colegio de Abogados de Lima, decano de la Facultad de Derecho y Ciencia Política de la UNMSM, presidente de la Junta de Decanos de los Colegios de Abogados del Perú, presidente honorario de la Academia Peruana de Leyes, miembro de la Comisión Patriótica para la Defensa del Mar de Grau, el Instituto Peruano de Derecho Aéreo, la Academia de Historia Aeronáutica del Perú, miembro honorario de los ilustres colegios de abogados de Loreto, Puno, Cusco, Cajamarca y Apurímac. Es autor de diversas publicaciones sobre derecho civil y derecho administrativo.
Fue parte de la Comisión Reorganizadora de la UNMSM, de 1995 a 2000, junto con Manuel Paredes Manrique, Gabriel Huerta Díaz, Jaime Descailleaux Dulanto y Roberto Rendón Vásquez.

## Trayectoria política
Postulo al Congreso de la República en las elecciones generales del 2011 como parte de la alianza política Gana Perú del expresidente Ollanta Humala, pero no logró un curul.
Apoyó a Yonhy Lescano, del partido de centro derecha Acción Popular, en la primera vuelta de las elecciones generales de 2021.
En el marco de la segunda vuelta de las elecciones generales de Perú de 2021, Aníbal Torres se convirtió en el principal asesor legal del Perú Libre, partido del entonces candidato Pedro Castillo, que finalmente resultaría vencedor de la elección.

### Ministro de Estado
El 30 de julio de 2021, fue nombrado ministro de Justicia y Derechos Humanos de Perú en el gobierno de Pedro Castillo.

### Presidente del Consejo de Ministros
El 8 de febrero de 2022, juró como presidente del Consejo de Ministros del Perú, ante el presidente del Perú, Pedro Castillo. En abril de 2022 generó una polémica al poner a Adolfo Hitler como ejemplo de gobernante eficaz como promotor del desarrollo de infraestructuras. En agosto de 2022 fue citado por el congreso peruano para responder por sus controversiales declaraciones que dio desde Palacio de Gobierno fue aprobada por 73 votos a favor, 31 en contra y 5 abstenciones, convocar a marchas y azuzar a la población a atacar el congreso situación que podría generar "enfrentamientos y daños a la propiedad pública y privada". Estuvo en el cargo hasta el 25 de noviembre de ese mismo año, hasta que fue remplazado por la congresista Betssy Chávez, quien lo nombró asesor de la Presidencia del Consejo de Ministros.
El 7 de diciembre de 2022, encontrándose reunido con el presidente  Pedro Castillo tras el fallido autogolpe de estado presencia y acompaña en el tránsito a su detención, acto policial que aun no está aclarado a un año de la detención. Cuando la fiscal de la nación, Patricia Benavides, decidió incluirlo en la investigación por presunta rebelión y sedición al orden constitucional, este anunció su paso a la clandestinidad por medio de las redes sociales.
A un año del autogolpe de estado sigue manteniendo sus actividades de docente en la universidad Decana de America, la Universidad Nacional Mayor de San Marcos, así como en sus actividades profesionales de siempre.

## Obra

### Libros
- Introducción al derecho[13]

- Acto jurídico[13]

- El contrato suministro[13]

- Derecho civil: parte general[13]

- La causa fin del acto jurídico[13]

- Código Civil[13]

- Derechos reales[13]

### Artículos
- «Excesiva onerosidad de la prestación»[14]

- «El saneamiento»[14]

- «Contrato en favor de terceros»[14]

- «La lesión»[14]

- «La jurisprudencia como fuente del derecho»[14]

- «Rescisión y resolución del contrato»[14]

- «Posesión precaria»[14]

- «Defensa posesoria»[14]

- «El mar peruano»[14]

- «Los detractores de la asamblea constituyente»[14]

- «Remuneraciones de los funcionarios políticos»[14]

- «Reforma del Congreso de la República»[14]

- «Terminemos con el presidencialismo»[14]

- «Informe del Acuerdo Nacional por la Justicia»[14]

- «El contrato con Telefónica es nulo»[14]

- «No a la reelección»[14]